# Agnese Cocchiere
Agnese Cocchiere (Lavagna, 4 giugno 1999) è una pallanuotista italiana, centroboa della SIS Roma e della Nazionale Italiana.

## Biografia
Ha iniziato la sua carriera nella Rari Nantes Bogliasco. Nel 2019 si trasferisce al Plebiscito Padova, mentre nel 2021 passa alla SIS Roma. Nel suo palmarès vanta cinque Coppe Italia.
Con la Nazionale italiana ottiene la medaglia di bronzo agli europei di Spalato nel 2022 e ai mondiali di Fukuoka l'anno successivo. A gennaio 2024 un infortunio a una mano le impedisce di partecipare al torneo continentale di Eindhoven. Viene successivamente reintegrata nella squadra azzurra per i mondiali di Doha, dove l'Italia si classifica settima e ottiene la qualificazione per le Olimpiadi di Parigi.

## Palmarès

### Club
- Coppe Italia: 5

Bogliasco: 2015-16
Plebiscito Padova: 2019-20
SIS Roma: 2021-22, 2023-24, 2024-25

### Nazionale
- Mondiali

Fukuoka 2023: 
- Europei

Spalato 2022: 
- Giochi mondiali universitari

Napoli 2019: 
- Mondiali giovanili

Auckland 2016: 
Funchal 2019: 